# Glaston
Glaston – wieś w Anglii, w hrabstwie Rutland. Leży 10 km na południowy wschód od miasta Oakham i 127 km na północ od Londynu. W 2001 miejscowość liczyła 185 mieszkańców.